# 9764 Морґенштерн
9764 Морґенштерн (9764 Morgenstern) — астероїд головного поясу, відкритий 30 жовтня 1991 року.
Тіссеранів параметр щодо Юпітера — 3,545.